# Qualitätsvertrag
Qualitätsvertrag ist im deutschen Recht der gesetzlichen Krankenversicherung ein Vertrag zwischen einer Krankenkasse und einem Krankenhausträger zur Förderung einer qualitativ hochwertigen stationären Versorgung (§ 110a Abs. 1 Satz 1 SGB V). Ziel der Qualitätsverträge ist die Erprobung, inwieweit sich eine weitere Verbesserung der Versorgung mit stationären Behandlungsleistungen, insbesondere durch die Vereinbarung von Anreizen sowie höherwertigen Qualitätsanforderungen erreichen lässt (§ 110a Abs. 1 Satz 2 SGB V).
Qualitätsverträge wurden durch das Krankenhausstrukturgesetz (KHSG) 2015 in Deutschland eingeführt. Seit dem 1. August 2018 ist eine Umsetzung mit einer maximalen Laufzeit bis 2028 möglich. Die Entwicklung der Versorgungsqualität während des Erprobungszeitraums wird vom Institut für Qualitätssicherung und Transparenz im Gesundheitswesen (IQTIG) im Auftrag des Gemeinsamen Bundesausschusses (G-BA) evaluiert (§ 136b Abs. 8 SGB V).

## Inhalt
Qualitätsverträge definieren über die Regelversorgung hinausgehende Leistungen und ihre Vergütung. Es besteht die gesetzliche Möglichkeit für den Beitritt von privaten Krankenversicherungen über kombinierte Vertragskonzepte nach § 110 a, § 140a SGB V. Ziel ist es, die Qualität medizinischer Leistungen zu definieren und sicherzustellen sowie die Patientenzufriedenheit zu erhöhen und die Kosten im Gesundheitswesen zu optimieren. Die Vereinbarung kann verschiedene Formen annehmen und stellt eine Ergänzung zu den Kollektivverträgen sowie den Selektivverträgen dar. Die Verträge beziehen sich auf Leistungen gemäß Vorgaben des Gemeinsamen Bundesausschusses (G-BA), die in ihren Spezifikationen vom Institut für Qualitätssicherung und Transparenz im Gesundheitswesen (IQTIG) ausgestaltet werden.

## Leistungsbereiche
Bis Ende 2017 legte der Gemeinsame Bundesausschuss (G-BA) vier Leistungsbereiche fest, in denen zeitlich begrenzte Qualitätsverträge abgeschlossen werden können. Diese umfassen die endoprothetische Gelenkversorgung, die Prävention des postoperativen Delirs bei älteren Patienten, die Respiratorentwöhnung von langzeitbeatmeten Patienten sowie die Versorgung von Menschen mit geistiger Behinderung oder schweren Mehrfachbehinderungen im Krankenhaus. Das Institut für Qualitätssicherung und Transparenz im Gesundheitswesen (IQTIG) entwickelte methodisch-technische Empfehlungen und führt die Gesamtevaluation dieser Bereiche durch.
Durch das Gesundheitsversorgungsweiterentwicklungsgesetz (GVWG) erweiterte der G-BA das Themenspektrum für Qualitätsverträge. Im Juli 2022 wurden vier weitere Bereiche festgelegt: Diagnostik, Therapie und Prävention von Mangelernährung, multimodale Schmerztherapie, Geburten/Entbindung und stationäre Behandlung der Tabakabhängigkeit. Das IQTIG erhielt den Auftrag, diese neuen Bereiche gemäß dem bestehenden Evaluationskonzept sowie neuen themenspezifischen Teilkonzepten zu evaluieren und bis Juli 2023 einen Abschlussbericht vorzulegen.

## Bewertungsverfahren

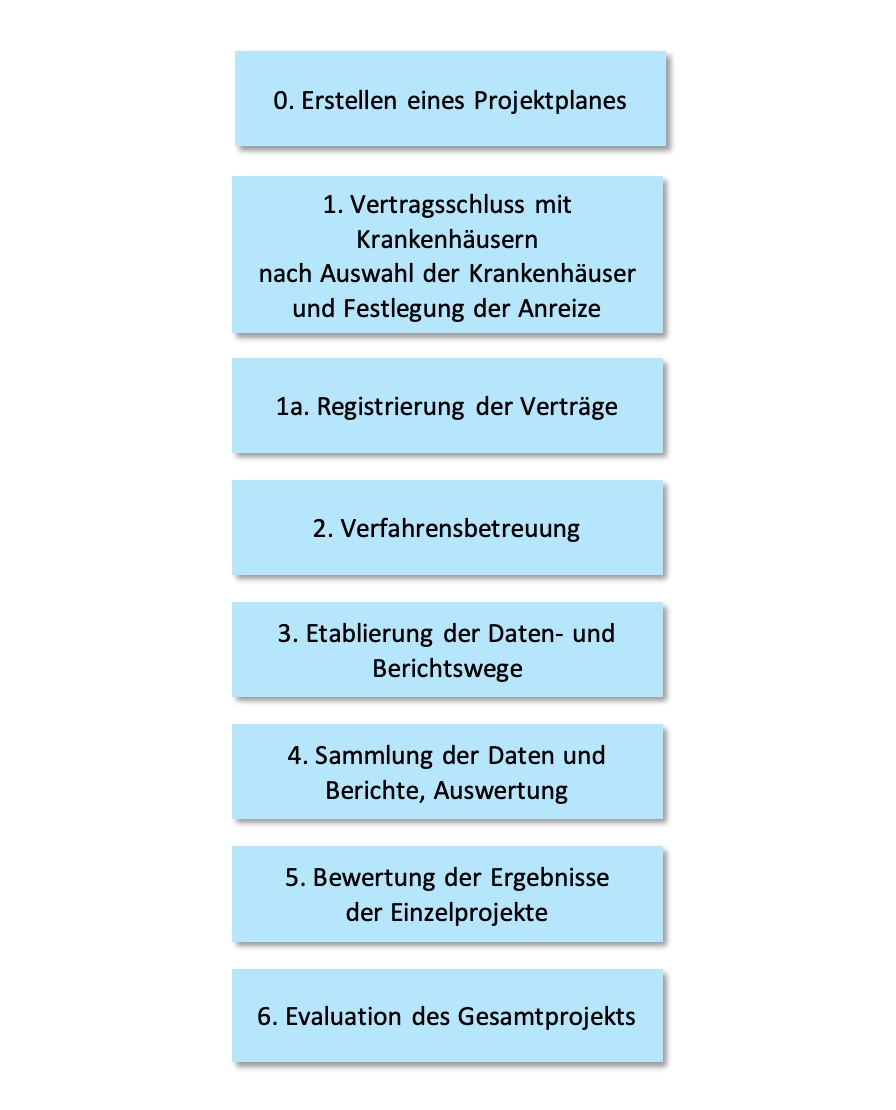
Aufgabenpakete für die Qualitätsverträge

Die Beurteilung der Wirksamkeit von Qualitätsverträgen erfolgt in drei Stufen: Vertragsebene, Leistungsbereichsebene und abschließende Gesamtevaluation. Das IQTIG war ursprünglich nach der Erprobungsphase für die Bewertung vorgesehen, aber die G-BA-Arbeitsgruppe für Qualitätsverträge wollte es von Anfang an einbeziehen. Der Projektplan wird von Vertragspartnern erstellt, vom IQTIG überprüft und umfasst Prozessparameter, Daten und Berichte. Die Evaluationspläne für Leistungsbereiche bestimmen den Ablauf der Einzel- und Gesamtevaluation. Die Evaluation auf Vertragsebene erfordert klare Dokumentation von Qualitätsmaßnahmen. Die Datenerhebung bildet die Basis für Evaluationskennziffern des IQTIG. Die abschließende Gesamtevaluation umfasst auch Interviews und Einschätzungen von Krankenhäusern und Krankenkassen. Dieser Prozess analysiert und bewertet die Wirksamkeit und Umsetzung von Qualitätsverträgen im deutschen Gesundheitswesen.

## Vertragstypen
In Bezug auf Qualitätsverträge können zwei grundlegende Vertragstypen unterschieden werden: individuelle Verträge einzelner Krankenkassen und modulare Verträge. Die Wahl hängt von verschiedenen Faktoren ab, einschließlich der jeweiligen Zielsetzungen der Krankenkassen, der Leistungserbringer und der regulatorischen Rahmenbedingungen.
Verträge einzelner Kassen
Ein Ansatz bei der Implementierung von Qualitätsverträgen besteht darin, dass einzelne Krankenkassen individuelle Vereinbarungen mit bestimmten Leistungserbringern oder Kliniken treffen. Diese Verträge können sich auf spezifische medizinische Leistungen oder Behandlungsprozesse beziehen und beinhalten oft Maßnahmen zur Qualitätsverbesserung. Sie ermöglichen den Krankenkassen, gezielt auf ihre eigenen Bedürfnisse und Schwerpunkte einzugehen, können jedoch auch zu einer Vielzahl von Einzelvereinbarungen führen, was potenziell zu einer erhöhten administrativen Belastung führen kann.
Modulare Verträge
Eine alternative Herangehensweise sind modulare Qualitätsverträge, die mehrere Krankenkassen und Leistungserbringer zusammenführen, um gemeinsam an qualitätssteigernden Maßnahmen zu arbeiten. Solche modularen Verträge ermöglichen eine standardisierte Umsetzung von Qualitätsmaßnahmen, die über verschiedene Krankenkassen hinweg gelten. Diese modularen Ansätze zielen darauf ab, Synergien zu nutzen und den administrativen Aufwand zu reduzieren, während sie gleichzeitig einheitliche Qualitätsstandards fördern.

## Praktische Anwendung
In der praktischen Anwendung werden Qualitätsverträge zwischen medizinischen Einrichtungen und Krankenkassen genutzt, um die Qualität der medizinischen Versorgung zu verbessern. Ein Beispiel für einen Vertrag, der von zahlreichen Kassen eingeführt wurde, ist der Qualitätsvertrag für Endoprothetik. Auch private Kliniken und zahlreiche Einzelkassen setzen auf Qualitätsverträge. So ist laut Konzern des privaten Klinikbetreibers Asklepios eine Einführung des Endoprothetik-Qualitätsvertrags an bis zu 15 Kliniken geplant. Ein weiteres Beispiel eines Qualitätsvertrags zur Endoprothetik wurde von der Techniker Krankenkasse (TK) initiiert, in Zusammenarbeit mit ausgewählten Krankenhäusern und Unternehmen, unter anderem der Helios Endo-Klinik in Hamburg. Der Vertrag konzentriert sich darauf, die Versorgung im Bereich der Endoprothetik zu verbessern und postoperative Komplikationen zu minimieren. Eine engmaschige Überwachung durch die behandelnde Klinik und die Nutzung von „Patient-Reported Outcomes Measures“ (PROMs) ermöglichen die frühzeitige Erkennung von Problemen und die individuelle Unterstützung der Patientinnen und Patienten. Aktuelle Vorschläge zur Krankenhausstrukturreform (KHSG) beinhalten derzeit keine Bestimmungen bezüglich der Implementierung von Qualitätsverträgen.

## Kritik
Kritische Einschätzungen des Konzepts der Qualitätsverträge weisen auf diverse Herausforderungen hin. Insbesondere wurde die langsame Anpassung als kritisch betrachtet. Hierbei wird auf die mögliche Überlastung durch zahlreiche individuelle Verträge zwischen Krankenkassen und Kliniken hingewiesen, was zu zusätzlichem administrativem Aufwand führen kann. Ein weiterer Aspekt der Kritik betrifft die langwierige Erstellung und Umsetzung der Verträge, die einen erheblichen Zeitbedarf aufweist. Des Weiteren werden bestehenden Anreize kritisch betrachtet, wie  zum Beispiel die vergleichsweise geringe finanzielle Kompensationen von wenigen Cents pro Fall. Diese könnten als nicht ausreichend angesehen werden, um wesentliche Qualitätsverbesserungen zu bewirken. Kliniken könnten wenig Motivation verspüren, umfassende strukturelle Veränderungen oder verbesserte Behandlungsprozesse umzusetzen. Insgesamt wird betont, wie wichtig eine kontinuierliche Evaluation und gegebenenfalls Anpassung der Umsetzung von Qualitätsverträgen ist, um sicherzustellen, dass sie effektiv die angestrebten Ziele einer nachhaltigen Verbesserung der medizinischen Versorgung erreichen können.

## Schweiz
Der Schweizer Ansatz eines Qualitätsvertrags im Gesundheitswesen unterscheidet sich in mehreren Aspekten von seinem deutschen Pendant. Während beide Modelle das Ziel verfolgen, die Gesundheitsversorgung zu verbessern, gibt es Unterschiede in den Strukturen und der Umsetzung. Das schweizerische Bundesamt für Gesundheit (BAG), welches verantwortlich für die Ausgestaltung der nationalen Gesundheitspolitik ist, führte den Qualitätsvertrag im Rahmen des Krankenversicherungsgesetzes (KVG) durch die Revision „Stärkung der Qualität und Wirtschaftlichkeit“ ein. Er beinhaltet landesweite Vereinbarungen zur Qualitätsentwicklung zwischen Leistungserbringern und Krankenversicherern. Verbände wie H+, Santésuisse und Curafutura waren daran beteiligt, verbindliche, einheitliche und transparente Qualitätsstandards in Spitälern und Kliniken auszuarbeiten. Ähnliche Vereinbarungen wurden auch in Bezug auf die Qualitätsentwicklung durch die Medizinaltarif-Kommission UVG (MTK) getroffen. In Deutschland hingegen betreffen Qualitätsverträge verbindliche Vereinbarungen zwischen Leistungserbringern und Krankenkassen zur Sicherung und Weiterentwicklung der Versorgungsqualität. Trotz ähnlicher Zielsetzungen können die Strukturen der beiden Gesundheitssysteme erheblich variieren, was zu Unterschieden in der Vertragsausgestaltung, den Beteiligten und der Umsetzungsart führt.